# 黒沢哲哉
黒沢 哲哉（くろさわ てつや、1957年12月19日 - ）は、日本の漫画原作者・著作家・編集者。
東京都葛飾区出身。早稲田大学第二文学部卒。昭和の漫画・駄玩具コレクターとしての著書やテレビ出演もある。柴又のおもちゃ博物館名誉館長。2009年より手塚治虫公式サイトでコラムを連載。2016年より小学館クリエイティブ書籍コミック部編集長。2017年4月、日本全国に残るエロ本自販機や自販機業者などを取材した著書『全国版 あの日のエロ本自販機探訪記』を刊行、メディアの注目を集める。

## 人物
- 大学時代はワセダミステリクラブに在籍[2]。
- 大学時代から『POPEYE』、『ぴあ』などの雑誌に学生ライターとして映画紹介記事、コラムなどを執筆。
- 1982年、勁文社に入社、『全怪獣怪人大百科』など「ケイブンシャの大百科」シリーズの編集を手がける。
- 1984年、独立して以後フリー。
- 1987年から89年まで「週刊少年ジャンプ」においてファミコン神拳のてつ麿として活動。
- 1993年～1997年、ミリタリーコミック専門誌『月刊コンバットコミック』（日本出版社）の編集長。
- コレクションしている本と雑誌の重みで、書庫として借りているアパートの床がぬけたことがある[3]。
- 2013年〜2016年、小学館クリエイティブとE★エブリスタが共同運営するオンラインコミック「少年エッジスタ」で編集長を務める。

## 作品

### 漫画原作
- 1988-89年
  - スマイル for 美衣（里見桂）※脚本をゴーストで執筆
- 1990年
  - タイムアンドアゲイン（作画 里見桂）
- 1992年
  - プレイヤーは眠れない（作画 正木秀尚）
- 1994年
  - マイティ・マッキー（作画 品川KID）
- 1999-2003年
  - HAIKARA事件帖（作画 里見桂）
- 2000-2005年
  - マジック・マスター（作画 阿白宗可、監修 柳田昌宏）
- 2003-2004年
  - マル暴鑑識官（作画 田中つかさ）
- 2005-2006年
  - 弁慶〜下町六法全書〜（作画 地引かずや）
- 2008年
  - 実録 死刑囚の慟哭（作画 岩田和久、伊賀和洋、他）
- 2009年
  - 実録 死刑囚の絶叫（作画 伊賀和洋、宮西計三、他）
- 2008-2010年
  - 龍のおんな（作画 和気一作）
- 1996-2012年
  - 小学館版学習まんが人物館シリーズ「エジソン」「ファーブル」「ゴッホ」「ナイチンゲール」（以上1996年）、「藤子・Ｆ・不二雄」「サン＝テグジュペリ」（以上1997年）、「マリー・アントワネット」（2005年）、「ショパン」（2008年）、「西郷隆盛」（2010年）、「織田信長」（2012年）
- 2013年
  - コミック版 どくとるマンボウ昆虫記（原作 北杜夫、作画 小林準治）※シナリオとクレジット
  - まんがで学習 日本の歴史人物伝（作画 手塚プロダクション、ひらまつおさむ、伴俊男、池原しげと、高見まこ）
- 2017-2019年
  - 名探偵コナン歴史まんが「日本史探偵コナン」シリーズ（小学館）でシリーズ構成を担当（飯塚裕之と共同）、一部作品で脚本も勤める

### 書籍
- 鋼鉄都市アガルタ（1999年、小学館）
- ぼくらの60〜70年代宝箱（2006年、いそっぷ社）
- ぼくらの60〜70年代熱中記（2012年、いそっぷ社）
- 全国版 あの日のエロ本自販機探訪記（2017年、双葉社）
- ぼくらの70〜80年代青春録（2024年、いそっぷ社）

### 共著書
- 大林宣彦 ONECE UPON A TIME IN尾道（1987年、フィルムアート社）
- モーレツ!!魔球バカ大将（1998年、三一書房）
- 別冊宝島 レトロおもちゃ大図鑑（1998年、宝島社）
- 三丁目の夕日の時代 東京タワー編（2007年、小学館）
- 三丁目の夕日の時代 日本橋編（2007年、小学館）
- カラー版徹底図解 戦闘機のしくみ（2008年、新星出版社）
- 三丁目の夕日の時代 '64年（昭和39年）編（2012年、小学館）
- 伝説の70〜80年代バイブル よみがえるケイブンシャの大百科（2014年、いそっぷ社）編著
- 伝説の70〜80年代バイブル よみがえるケイブンシャの大百科 完結編（2015年、いそっぷ社）
- 日本昭和エロ大全（2020年、辰巳出版）

### 作品解説
- カラー版 鉄人28号 限定BOX 全5巻（2011年、小学館クリエイティブ）
- 少年サンデー版 0マン 限定BOX（2011年、小学館クリエイティブ）
- カラー版 鉄腕アトム 限定BOX 全5巻（2012年、小学館クリエイティブ）
- 手塚治虫 創作ノートと初期作品集2（2012年、小学館クリエイティブ）
- 鉄腕アトム プロローグ集成（2019年、リットーミュージック）
- ばるぼら オリジナル版（2019年、小学館クリエイティブ）
- ママー探偵物語（2022年、888ブックス）